# Milà-Sanremo 1975
La Milà-Sanremo 1975 fou la 66a edició de la Milà-Sanremo. La cursa es disputà el 19 de març de 1975 i va ser guanyada pel belga Eddy Merckx, que s'imposà a l'esprint als seus companys d'escapada. Amb aquesta victòria Merckx aconseguia la sisena victòria en aquesta cursa.
184 ciclistes hi van prendre part, acabant la cursa 92 d'ells.

## Classificació final
|    | Ciclista                 | Equip                          | Temps      |
| -- | ------------------------ | ------------------------------ | ---------- |
| 1  | Eddy Merckx              | Molteni                        | 7h 40' 26" |
| 2  | Francesco Moser          | Filotex                        | m. t.      |
| 3  | Guy Sibille              | Peugeot-Michelin-BP            | m. t.      |
| 4  | Tino Conti               | Furzi-F.T.                     | m. t.      |
| 5  | Joseph Bruyère           | Molteni                        | m. t.      |
| 6  | Jean-Pierre Danguillaume | Peugeot-Michelin-BP            | m. t.      |
| 7  | Marino Basso             | Magniflex                      | + 6"       |
| 8  | Italo Zilioli            | Magniflex                      | m. t.      |
| 9  | Freddy Maertens          | Carpenter-Confortluxe-Flandria | m. t.      |
| 10 | Walter Planckaert        | Maes-Watney                    | m. t.      |